# Aseraggodes sinusarabici
Aseraggodes sinusarabici är en fiskart som beskrevs av Chabanaud, 1931. Aseraggodes sinusarabici ingår i släktet Aseraggodes och familjen tungefiskar. Inga underarter finns listade i Catalogue of Life.